# Wilhelm Bendow

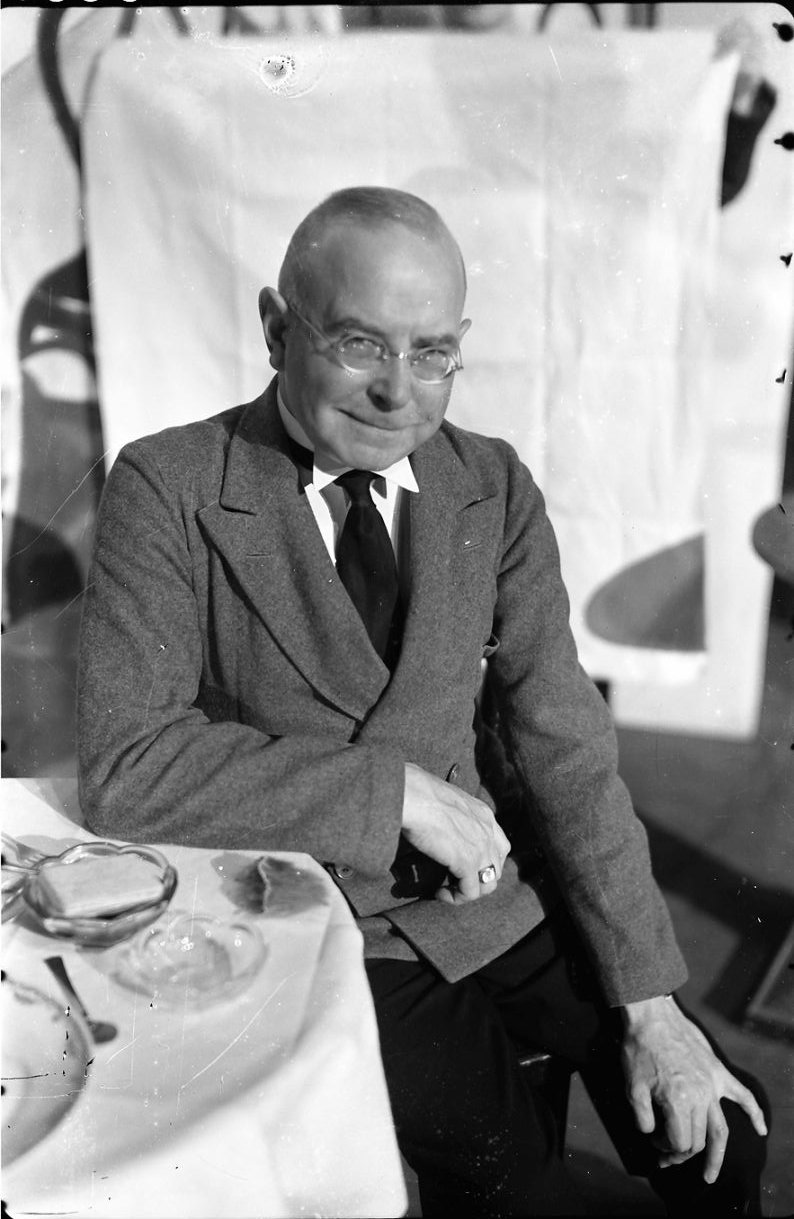
Wilhelm Bendow im Kabarett der Komiker, 1936

Wilhelm Bendow (* 29. September 1884 in Einbeck; † 29. Mai 1950 ebenda; eigentlich Wilhelm Emil Boden) war ein deutscher Schauspieler und erfolgreicher Komiker, der zu Lebzeiten von seinem Publikum auch liebevoll Onkel Wilhelm oder Mann im Mond genannt wurde.

## Leben
Wilhelm Bendow wurde 1884 als Wilhelm Emil Boden als Sohn des Brauereibesitzers Friedrich Boden in Einbeck geboren.
Er begann seine Karriere an Schmierenbühnen, bis er 1906/07 eine Verpflichtung an das Berliner Schillertheater erhielt. In den 20er Jahren wurde er auch als Kabarettist bekannt, besonders seit er sein eigenes Kabarett Bendows Bunte Bühne leitete (bis 1934).
Als Schauspieler trat er u. a. als Mondmann in dem Fantasyfilm Münchhausen in Erscheinung. Insgesamt war er in nahezu 100 Produktionen zu sehen, oft auch in kleinen Nebenrollen wie in Quax, der Bruchpilot.
Bendow spielte in zahlreichen Spielfilmen und am Theater hauptsächlich komödiantische Rollen und erlangte zudem durch humoristische Vorträge und Sketche im Rundfunk und auf Sprechplatten Popularität. Auch im Varieté trat er auf, so etwa im Oktober 1943 zusammen mit Lilly Towska als Partnerin in der „Scala“ in Frankfurt am Main. Nach einem Unfall im Jahr 1948 zog er sich aus der Öffentlichkeit zurück. Beigesetzt wurde er auf dem Neustädter Friedhof seiner Geburtsstadt Einbeck.
Erneute Bekanntheit erlangte Wilhelm Bendow durch den von vielen Humoristen benutzten Sketch Auf der Rennbahn mit dem vielzitierten Ausspruch „Wo laufen sie denn?“. Eine Tonaufnahme des Sketches wurde 1972 von Loriot mit einem Zeichentrickfilm unterlegt.
1938 und 1939 wurde gegen Bendow durch die Gestapo Berlin wegen des Verdachts homosexueller Kontakte ermittelt, das Verfahren wurde eingestellt. Bendow war in homosexuellen Kreisen als Homosexueller bekannt, ging damit aber selbst nicht an die Öffentlichkeit. Bendow stand 1944 in der Gottbegnadeten-Liste des Reichsministeriums für Volksaufklärung und Propaganda.

## Filmografie
- 1913: Aus eines Mannes Mädchenzeit
- 1921: Der verlorene Schatten
- 1922: Kinder der Zeit
- 1922: Lebenshunger
- 1923: So sind die Männer
- 1923: Die Fledermaus
- 1923: Bohème
- 1925: Ein Sommernachtstraum
- 1925: Die Frau mit dem Etwas
- 1926: Die keusche Susanne
- 1926: Wir sind vom K. u. K. Infanterie-Regiment
- 1926: Eine tolle Nacht
- 1926: Die geschiedene Frau
- 1926: Rosen aus dem Süden
- 1926: Die Brüder Schellenberg
- 1927: Die Unschuld ohne Kleid
- 1927: Der falsche Prinz
- 1927: Faschingszauber
- 1927: Im Luxuszug
- 1927: Meine Tante – Deine Tante
- 1928: Casanova
- 1928: Anastasia, die falsche Zarentochter
- 1928: Luther – Ein Film der deutschen Reformation
- 1928: Liebfraumilch
- 1928: Ihr dunkler Punkt
- 1929: Gestörtes Ständchen
- 1930: Hokuspokus
- 1930: Die Marquise von Pompadour
- 1930: Nur Du
- 1930: Eine Freundin so goldig wie Du
- 1930: Der Herr auf Bestellung
- 1930: Alraune
- 1930: Die blonde Nachtigall
- 1930: Der falsche Feldmarschall
- 1930: Die zärtlichen Verwandten
- 1931: Kaiserliebchen
- 1931: Liebeskommando
- 1931: Stürme der Leidenschaft
- 1932: Ein toller Einfall
- 1932: Die erste Instruktionsstunde
- 1932: Aus einer kleinen Residenz
- 1933: Der Nächste, hopp hopp!
- 1933: Manolescu, der Fürst der Diebe
- 1933: Welle 4711
- 1934: Ein Walzer für dich
- 1934: Am Telefon wird gewünscht
- 1934: Die beiden Seehunde
- 1935: Die selige Exzellenz
- 1935: Warum lügt Fräulein Käthe?
- 1935: Wer wagt – gewinnt
- 1935: Familie Schimek
- 1935: Alles hört auf mein Kommando
- 1935: Knock out
- 1935: Das Einmaleins der Liebe
- 1936: Der Bettelstudent
- 1936: Die letzte Fahrt der Santa Margareta
- 1936: Der schüchterne Casanova
- 1937: Der Unwiderstehliche
- 1937: Die göttliche Jette
- 1937: Land der Liebe
- 1937: Vor Liebe wird gewarnt
- 1938: Die Umwege des schönen Karl
- 1938: Frühlingsluft
- 1939: Irrtum des Herzens
- 1939: Kongo-Express
- 1939: Kitty und die Weltkonferenz
- 1939: Meine Tante – deine Tante
- 1940: Frau nach Maß
- 1940: Alles Schwindel
- 1940: Die keusche Geliebte
- 1941: Immer nur Du
- 1941: Tanz mit dem Kaiser
- 1941: Quax, der Bruchpilot
- 1942: Meine Freundin Josefine
- 1942: Wir machen Musik
- 1942: Meine Frau Teresa
- 1942: Fünftausend Mark Belohnung
- 1942: Dr. Crippen an Bord
- 1942: Die Sache mit Styx
- 1943: Ich vertraue Dir meine Frau an
- 1943: Münchhausen
- 1943: Floh im Ohr
- 1943: Kollege kommt gleich
- 1943: Die goldene Spinne
- 1944: Ein fröhliches Haus
- 1945: Die tolle Susanne
- 1946: Sag’ die Wahrheit
- 1947: Eine verblüffende Neuheit
- 1947: Kein Platz für Liebe
- 1947: Herzkönig

## Hörspiele (Auswahl)
- 1926: William Shakespeare: Ein Sommernachtstraum (Flaut, der Bälgenflicker) – Komposition: Felix Mendelssohn Bartholdy, Regie: Alfred Braun (Funk-Stunde AG, Berlin)
- 1927: Rudolf Bernauer, Rudolf Schanzer: Wie einst im Mai. Große Berliner Posse mit Gesang in vier Bildern (Ernst Cicero von Henkeshoven) – Regie: Rudolf Bernauer (Funk-Stunde AG, Berlin)

## Tondokumente (Auswahl)
- Rennbahngespräche (1926) – mit Paul Morgan
- Prosit Neujahr (1926) – mit Paul Morgan
- In der Oper (1929) – mit Paul Morgan
- Silvesterfeier (1930) – mit Max Ehrlich
- Faust in der Garderobe (1930) – mit Paul Morgan
- Achtung! Tonfilmaufnahme, oder: Wilhelm Bendow im Löwenkäfig (1931)
- Nur nicht unterkriegen lassen (1932) – mit Paul Morgan
- Der Säugling bei der Taufe / Feuchtfröhliche Kindertaufe (1933)
- Mies und Munter im Theater (1936) – mit Bruno Fritz
- Mies und Munter im Schlafwagen (1936) – mit Bruno Fritz
- Auf der Rennbahn (1946) – mit Franz-Otto Krüger

Die Originalaufnahmen erschienen auf Schellackplatten, zumeist unter den Labeln Parlophon und Odeon.
Um 1980 veröffentlicht auf LP Wilhelm Bendow – Ein Komiker läßt grüßen… (Electrola 1C 050-28988), ein zweiter Teil (1986) Wo laufen sie denn… enthält zusätzlich Rundfunkaufnahmen sowie die vollständige Fassung von Auf der Rennbahn (Electrola 1C 038-156298 1).